# Helvibis
Helvibis is een geslacht van spinnen uit de  familie van de Theridiidae (kogelspinnen).

## Soorten
- Helvibis brasiliana (Keyserling, 1884)
- Helvibis chilensis (Keyserling, 1884)
- Helvibis germaini Simon, 1895
- Helvibis infelix (O. P.-Cambridge, 1880)
- Helvibis longicauda Keyserling, 1891
- Helvibis longistyla (F. O. P.-Cambridge, 1902)
- Helvibis monticola Keyserling, 1891
- Helvibis rossi Levi, 1964
- Helvibis thorelli Keyserling, 1884
- Helvibis tingo Levi, 1964